# Algebra di Clifford
In algebra lineare, un'algebra di Clifford è una struttura algebrica che generalizza la nozione di numero complesso e di quaternione. Lo studio delle algebre di Clifford è strettamente legato alla teoria delle forme quadratiche, e ha importanti applicazioni nella geometria e nella fisica teorica. Il loro nome deriva da quello del matematico William Kingdon Clifford che le introdusse nel 1878, partendo dallo studio di altri due oggetti algebrici analoghi, l'algebra dei quaternioni e le algebre di Grassmann.

## Definizione
Un'algebra di Clifford è un'algebra associativa, ovvero uno spazio vettoriale dotato di un'operazione associativa di prodotto tra vettori, che possiede come ulteriore struttura una forma quadratica {\displaystyle Q}. L'algebra di Clifford {\displaystyle C\ell (V,Q)} è definita a partire da uno spazio vettoriale {\displaystyle V}come l'algebra "più generale" generata da {\displaystyle V} che rispetta la condizione:
{\displaystyle v^{2}=Q(v)1\qquad \forall v\in V}.
Se {\displaystyle V} ha come sostegno un campo la cui caratteristica non è pari a 2, è possibile riscrivere la relazione sopra nei termini della forma bilineare simmetrica associata alla forma quadratica {\displaystyle Q}:
{\displaystyle uv+vu=2\langle u,v\rangle 1\qquad \forall u,\,v\in V}.
In generale, per le algebre di Clifford in caratteristica 2 non valgono molte delle proprietà descritte nel seguito.
Una definizione più formale è la seguente: dato uno spazio vettoriale {\displaystyle V} su un campo {\displaystyle K}, un'algebra di Clifford {\displaystyle C\ell (V,Q)} è un'algebra associativa su {\displaystyle K} per la quale esiste una mappa lineare {\displaystyle i:V\rightarrow C\ell (V,Q)} tale che {\displaystyle i(v)^{2}=Q(v)1}, ed inoltre, data una qualunque altra algebra su {\displaystyle K} associativa {\displaystyle A} e una mappa lineare {\displaystyle j:V\rightarrow A} per cui {\displaystyle j(v)^{2}=Q(v)1}, esiste un unico omomorfismo di algebre {\displaystyle f:C\ell (V,Q)\rightarrow A} per cui vale la relazione {\displaystyle f\circ i=j}, ovvero il diagramma sotto commuta:
Poiché la funzione {\displaystyle i} è iniettiva, è usuale utilizzarla come un'immersione e considerare {\displaystyle V} come un sottospazio di {\displaystyle C\ell (V,Q)}.

## Costruzione
Dati come elementi di partenza uno spazio vettoriale {\displaystyle V} e una forma quadratica {\displaystyle Q}, è sempre possibile costruire l'algebra di Clifford relativa: si costruisce l'algebra tensoriale {\displaystyle T(V)}, quindi si considera l'ideale bilatero {\displaystyle I_{Q}} generato dagli elementi:
{\displaystyle v\otimes v-Q(v)1\qquad \forall v\in V}.
L'algebra di Clifford è il quoziente:
{\displaystyle C\ell (V,Q)={\frac {T(V)}{I_{Q}}}}.

## Basi e dimensione
Data una base {\displaystyle \left\{e_{1},e_{2},\ldots ,e_{n}\right\}} dello spazio vettoriale di partenza {\displaystyle V} di dimensione {\displaystyle n}, è possibile costruire una base dell'algebra utilizzando tutti i possibili prodotti formati da vettori di base distinti:
{\displaystyle \left\{e_{i_{1}}e_{i_{2}}\ldots e_{i_{k}}\mid 1\leq i_{1}<i_{2}<\ldots <i_{k}\leq n\wedge 0\leq k\leq n\right\}}
Il numero di possibili prodotti distinti formati da {\displaystyle k} elementi estratti dagli {\displaystyle n} elementi della base di {\displaystyle V} è dato dal coefficiente binomiale {\displaystyle {\binom {n}{k}}}; la dimensione dell'algebra è allora:
{\displaystyle \dim C\ell (V,Q)=\sum _{k=0}^{n}{\binom {n}{k}}=2^{n}}.
Se consideriamo una base ortonormale di {\displaystyle V} (che esiste sempre se la caratteristica è diversa da 2) si ha per definizione:
{\displaystyle \langle e_{i},e_{j}\rangle =0\qquad \forall i\neq j}.
Dalla identità fondamentale delle algebre di Clifford segue allora:
{\displaystyle e_{i}e_{j}+e_{j}e_{i}=0\Rightarrow e_{i}e_{j}=-e_{j}e_{i}}.
È anche possibile estendere la forma quadratica {\displaystyle Q} dallo spazio {\displaystyle V} all'algebra di Clifford stessa; è infatti sufficiente richiedere le seguenti condizioni:
- gli elementi del tipo {\displaystyle e_{i_{1}}e_{i_{2}}\ldots e_{i_{k}}} sono ortogonali tra di loro se lo sono gli elementi {\displaystyle e_{i}} che li compongono;
- la forma quadratica estesa è lineare rispetto al prodotto: {\displaystyle Q\left(e_{i_{1}}e_{i_{2}}\ldots e_{i_{k}}\right)=Q\left(e_{i_{1}}\right)\left(e_{i_{2}}\right)\ldots \left(e_{i_{k}}\right)}.

## Algebre di Clifford e algebre esterne
L'algebra esterna {\displaystyle \Lambda (V)} viene costruita sullo spazio vettoriale {\displaystyle V} dotandolo di un prodotto wedge tra i vettori. Essa è isomorfa a {\displaystyle C\ell (V,Q)} come spazio vettoriale; se {\displaystyle V} non è uno spazio vettoriale su un campo di caratteristica 2, esiste un isomorfismo canonico dato dalla corrispondenza
{\displaystyle {\begin{matrix}C\ell (V,Q)&\rightarrow &\Lambda (V)\\e_{i_{1}}e_{i_{2}}\ldots e_{i_{k}}&\mapsto &e_{i_{1}}\wedge e_{i_{2}}\wedge \ldots \wedge e_{i_{k}},\end{matrix}}}
dove {\displaystyle \left\{e_{i}\right\}} è una base ortogonale per {\displaystyle V}. Questo isomorfismo diventa isomorfismo di algebre solo nel caso in cui {\displaystyle Q=0}; in generale, però, la forma quadratica dota l'algebra di Clifford di una struttura più ricca di quella dell'algebra esterna. L'algebra di Clifford può infatti essere vista come una quantizzazione dell'algebra esterna.

## Algebre di Clifford su spazi reali e complessi
Le algebre di Clifford più importanti sono quelle costruite su spazi reali e complessi a dimensione finita, e dotate di una forma quadratica anisotropa (ovvero per cui {\displaystyle Q(v)\neq 0} per ogni vettore {\displaystyle v} non nullo). Tramite un cambio di coordinate è possibile scrivere {\displaystyle Q} in forma diagonale:
{\displaystyle Q(v)=v_{1}^{2}+\ldots +v_{p}^{2}-v_{p+1}^{2}-\ldots -v_{n}^{2}},
dove {\displaystyle n=p+q} è la dimensione dello spazio; la coppia {\displaystyle (p,q)} è detta segnatura della forma quadratica; lo spazio viene scritto come {\displaystyle V^{p,q}}, e l'algebra di Clifford corrispondente viene usualmente indicata con {\displaystyle C\ell _{p,q}(V)}.
Per quanto riguarda gli spazi reali {\displaystyle \mathbb {R} ^{p,q}}, è sempre possibile trovare una base {\displaystyle \left\{e_{i}\right\}} con {\displaystyle p} vettori di norma 1 e {\displaystyle q} vettori di norma -1. Le più semplici algebre sono:
- {\displaystyle C\ell _{0,0}(\mathbb {R} )}: è isomorfo a {\displaystyle \mathbb {R} } ({\displaystyle Q(v)=0\,\forall v});
- {\displaystyle C\ell _{0,1}(\mathbb {R} )}: è un'algebra a due dimensioni, generata da un singolo vettore, il cui quadrato vale -1, pertanto è isomorfo a {\displaystyle \mathbb {C} };
- {\displaystyle C\ell _{0,2}(\mathbb {R} )}: è un'algebra quadridimensionale generata da {\displaystyle \left\{1,e_{1},e_{2},e_{1}e_{2}\right\}}, dove gli ultimi tre elementi hanno quadrato -1 e anticommutano tra di loro, pertanto è isomorfa al corpo dei quaternioni {\displaystyle \mathbb {H} };
- {\displaystyle C\ell _{0,3}(\mathbb {R} )}: è isomorfa a {\displaystyle \mathbb {H} \oplus \mathbb {H} }.

Le algebre di Clifford possono quindi essere viste come una generalizzazione del concetto di numero complesso e di quaternione.
Una forma quadratica su spazi complessi si può invece ricondurre ad un'unica forma standard:
{\displaystyle Q(z)=z_{1}^{2}+z_{2}^{2}+\ldots +z_{n}^{2}},
dove {\displaystyle n} è la dimensione dello spazio vettoriale complesso. Segue che tutte le algebre di Clifford complesse in una data dimensione sono isomorfe tra di loro, e vengono indicate con {\displaystyle C\ell _{n}(\mathbb {C} )}; esse corrispondono in effetti alla complessificazione della corrispondente algebra reale {\displaystyle C\ell _{p,q}(\mathbb {R} )}:
{\displaystyle C\ell _{n}(\mathbb {C} )\cong C\ell _{p,q}(\mathbb {R} )\otimes \mathbb {C} \cong C\ell (\mathbb {C} ^{p+q},Q\otimes \mathbb {C} )}.
Le algebre più semplici sono:
- {\displaystyle C\ell _{0}(\mathbb {C} )=\mathbb {C} };
- {\displaystyle C\ell _{1}(\mathbb {C} )=\mathbb {C} \oplus \mathbb {C} };
- {\displaystyle C\ell _{2}(\mathbb {C} )=M_{2}(\mathbb {C} )} (matrici complesse {\displaystyle 2\times 2}).

## Applicazioni fisiche
La algebre di Clifford hanno numerose applicazioni in fisica teorica. Le matrici di Dirac possiedono la seguente proprietà:
{\displaystyle \gamma _{i}\gamma _{j}+\gamma _{j}\gamma _{i}=2\eta _{ij}}
dove {\displaystyle \eta \ } è la matrice di una forma quadratica di segnatura {\displaystyle (p,q)}. A meno di un fattore 2, queste relazioni definiscono l'algebra di Clifford {\displaystyle C\ell _{p,q}(\mathbb {C} )}. Le matrici di Dirac costituiscono un isomorfismo tra l'algebra di Clifford e l'algebra delle matrici complesse.
Usualmente vengono utilizzate matrici di segnatura (1,3) per lo spazio di Minkowski e l'algebra che ne risulta è isomorfa a quella delle matrici complesse {\displaystyle 4\times 4}; esse sono utilizzate per esprimere l'equazione di Dirac, che regola il moto delle particelle fisiche a spin semi-intero.